# 주지
주지(住持)는 사찰의 주권자를 가리키는 낱말이다. 사찰에 거주하면서 재산과 승려를 보호 · 유지한다는 뜻으로써 이렇게 부른다.
사찰의 주지승(住持僧)도 이에 포함되고, 사찰을 대표하며 모든 관리와 행정적인 책임을 맡은 직책이다.

## 같이 보기
- 방장
- 조실

## 참고 문헌
- 이 문서에는 다음커뮤니케이션(현 카카오)에서 GFDL 또는 CC-SA 라이선스로 배포한 글로벌 세계대백과사전의 내용을 기초로 작성된 글이 포함되어 있습니다.